# 吳堂 (康熙進士)
吳堂，湖南岳州府華容縣（今湖南省華容縣）人，清朝政治人物、同進士出身。
康熙三十九年（1700年）庚辰科進士，改山東濟南府淄川縣知縣。雍正三年，任福建邵武府光澤縣知縣。丁憂去官。雍正年間，革職歸鄉。